# Comuna de Stare Babice
Stare Babice (polaco: Gmina Stare Babice) é uma gminy (comuna) na Polónia, na voivodia de Mazóvia e no condado de Warszawski zachodni. A sede do condado é a cidade de Stare Babice.
De acordo com os censos de 2004, a comuna tem 14 743 habitantes, com uma densidade 232,2 hab/km².

## Área
Estende-se por uma área de 63,49 km², incluindo:
- área agrícola: 58%
- área florestal: 14%

## Demografia
Dados de 30 de Junho 2004:
|                      | Total   | Total | Mulheres | Mulheres | Homens  | Homens |
| -------------------- | ------- | ----- | -------- | -------- | ------- | ------ |
|                      | pessoas | %     | pessoas  | %        | pessoas | %      |
| População            | 14 743  | 100   | 7531     | 51,1     | 7212    | 48,9   |
| Densidade (pop./km²) | 232,2   | 100   | 118,6    | 118,6    | 113,6   | 113,6  |

De acordo com dados de 2002, o rendimento médio per capita ascendia a 1810,76 zł.
Izabelin, Leszno, Ożarów Mazowiecki, m.st. Warszawa